# Proteaordningen
Proteaordningen (Proteales) är en ordning av trikolpater som innehåller tre familjer:
- Lotusväxter (Nelumbonaceae)
- Platanväxter (Platanaceae)
- Proteaväxter (Proteaceae)

I det äldre Cronquistsystemet var Proteales sammansatt på ett annat sätt. Då ingick endast proteaväxter och havtornsväxter i ordningen.